# Obion (Tennessee)
Obion – miasto w Stanach Zjednoczonych, w stanie Tennessee, w hrabstwie Obion.